# Абхазская аристократия
Абхазская аристокра́тия — верхушка средневекового абхазского общества.

## Общая информация
Сословное деление в Абхазии делилось на князей (аҳ / аҭауад), дворян (аамсҭа), низших дворян (ашьнаҟәма), свободных крестьян (анхаҩы), зависимых крестьян и рабов (ахуҩы и ахашәала), а также лица вне сословий (азаҭ). Абазины «тапанта» князей именовали (axl), а «шкарауа» их называли (маршьан), дворянство именовалось (агlмыста) и делилась на (агlмыста ду - великие дворяне), (агlмыста - дворяне) и (агlмыста чlкlвын - мелкие дворяне).
Промежуточное положение между дворянами и крестьянами занимали ашнакума (ашьнаҟәма), представители свободных крестьян, находившееся на службе в качестве охранников у владетеля Абхазии и у некоторых других влиятельных князей (обычно их именуют «низшими дворянами», или же «ищущими дворянство».
В Самурзакане некоторые абхазские сословия имели совершенно другие названия: дворяне — жно, свободные крестьяне — пиош, зависимые крестьяне — дельмахоре.

## Самые древние аристократы
Первые сведения о правителях абхазских и черкесских государственных образованиях даёт Арриан:

«Рисмаг был царём абазгов, Спадаг — царём санигов, Юлиан — царём апсилов и Стахемфак — царём зихов».

Опсит и Скепарна — правители Апсилии в VI в. нашей эры.
Ригвадин — царь Абазгии в начале IV в.
Туана и Хада — знатнейшие из мисимиан в VI в. нашей эры.
Марин — первейший среди апсилов в начале VIII в.

## Аносиды—Леониды

### Князья Абазгии
- Анос
- Гозар
- Иствинэ
- Финиктиос
- Барнук
- Дмитрий I
- Феодосий I
- Константин I
- Феодор
- Константин II
- Леон I

### Цари Абазгии (Абхазии)
- Леон II
- Феодосий II
- Дмитрий II
- Георгий I
- Иоанн Узурпатор
- Адарнасэ
- Баграт I
- Константин III
- Георгий II
- Леон III
- Дмитрий III
- Феодосий III Слепой

## Княжеские и дворянские фамилии
Княжеское сословие было широко представлено во всех регионах Абхазии, правда где-то оно имело более сильный характер. Некоторые княжеские фамилии были характерны для всех регионов Абхазии, иные же были представлены лишь в каком-то определённом регионе. Из числа дворян также выделялась прослойка «чистых» дворян (аамсҭацқьа), к которым относились наиболее древние и уважаемые дворянские семейства.
Самурзакан был представлен княжескими фамилиями Инал-Ипа, Чкотуа, Аимхаа и Чачба. Характерными для Самурзакана дворянскими фамилиями были: Зухба, Багба, Званба, Лакрба, Маан, Хахуба, Гваджаа (ищущие дворянство).
В Абжуа проживали князья Ачба, Чачба, Дзяпш-Ипа, Генаба, Шат-Ипа, Аимхаа и Маршан. Также проживали дворянские роды Гарцкия, Допуа, Атмаа, Хасуа, Ашхацаа, Званба, Куланба, Маан, Квадзба, Хварцкия, Цыба, Цыцба, Цушба, Махар, Иванба и Эшба.
Область Гума была представлена характерными для всей Абхазии княжескими фамилиями Чачба и Дзяпш-Ипа. Дворянскими фамилиями считались: Эшба, Чирикба, Гирин, Арлан, Арютаа, Шакрыл, Баалоу, Кучба, Кчи, Цыхчы, Чагрба, Чучба, Мсыр-Ипа, Допуа из села Уарча, Кокоскир из села Мерхеул.
Цабал в основном населяли князья Маршан, а также их патронимы Тапш, Сихош-Ипа, Хрипс-Ипа и Атей-Ипа. В Цабале также проживали дворяне Хатнаа, Цвацва и Ашхацаа.
В Бзыбе проживали князья Аимхаа, Инал-Ипа, Чачба, Чаабалырхуа, а также дворяне Акиртаа, Ашхацаа, Багба, Барас, Блабба, Гарцкия, Званба, Садзба, Лакрба, Куланба, Миканба, Арютаа, Маан, Папба, Фирсоу, Цушба, Чачибаа и Эшба. Из ищущих дворянство в Бзыбской Абхазии проживали: Баалоу, Гублия, Тук-Ипа, Гваджаа, Плиаа, Шакрыл, Чичба, Арстаа.
Горные общества Абхазии (Псху, Аибга, Ахчипсоу) в основном широко были представлены князьями Маршан, а также их многочисленными патронимами. Помимо князей Маршан, в них также проживали князья Мдавей, Маад-Ипа, Хамыш, Мшудба, Швача и Шваруква. Дворянскими фамилиями считались Ан, Ашхацауа, Куджба, Маан, Оздан, Баркан, Фарсоу, Баркан, Хаджби, Агуасба и Цвижба.
В Садзене проживали князья Аринба, Арт, Аредба, Аублаа, Цанба, Гечба, Чу. Дворянскими фамилиями считались: Ашхацауа, Баг, Кинца, Маан, Мкелба, Анчок, Куджба, Шиокум, Твишба, Айкуа, Цишба, Лахуа, Аримба, Озган, Цушба, Капш, Цвижба, Цыцба, Цыба, Марган, Самейхуа, Фирсоу, Данарчоу.